# タサワク語
タサワク語（タサワクご、英: Tasawaq language）はソンガイ語派に属する言語である。話者はニジェールのアガデス近郊のインガル周辺に居住するIssawaghan（またはIngalkoyyu）の人々である。

## 言語名別称
- Ingelshi